# Chudá Lehota
Chudá Lehota este o comună slovacă, aflată în districtul Bánovce nad Bebravou din regiunea Trenčín. Localitatea se află la altitudinea de 223 m deasupra n.m., se întinde pe o suprafață de 3,67 km2 și în 2017 număra 218 locuitori.

## Istoric
Localitatea Chudá Lehota este atestată documentar din 1400.

## Demografie
| An:                | 1994 | 2004   | 2014   | 2024    |
| ------------------ | ---- | ------ | ------ | ------- |
| Număr de persoane: | 224  | 221    | 206    | 227     |
| Diferență:         |      | −1,33% | −6,78% | +10,19% |

| An:                | 2023 | 2024   |
| ------------------ | ---- | ------ |
| Număr de persoane: | 226  | 227    |
| Diferență:         |      | +0,44% |